# William Kvist
William Kvist Jørgensen (* 24. Februar 1985 in Rønde, Djursland) ist ein ehemaliger dänischer Fußballspieler. Der offensiv und defensiv variabel einsetzbare Spieler bekleidete während seiner Profikarriere alle Außen- und Mittelfeldpositionen seiner Mannschaften.

## Karriere

### Vereinskarriere

#### Jugend
Kvist begann mit fünf Jahren beim Thorsager Rønde IF mit dem Fußballspielen. Mit acht Jahren wechselte er in die Jugendabteilung des FC Kopenhagen, wo er sechs Jahre lang Profi war. Nach dem Jugendmeistertitel mit KB, den er als Kapitän entgegennehmen durfte, rückte er 2005 in die Profiabteilung zum Hauptverein FC Kopenhagen auf.

#### FC Kopenhagen
Am 23. April 2005 feierte er sein Debüt in der SAS-Liga gegen den FC Nordsjælland, als er den verletzten Ole Tobiasen auf der rechten Abwehrseite ersetzte. Ab der Spielzeit 2005/06 wurde er aufgrund seiner Variabilität zu einem wertvollen Spieler. Trainer Ståle Solbakken setzte ihn daraufhin praktisch auf jeder Position ein, auf der gerade Not am Mann war. Unter anderem spielte er einige Spiele als linker Außenstürmer, defensiver Mittelfeldspieler oder auch rechter Abwehrspieler. Die Mannschaft spielte höchst erfolgreich, gewann die Royal League und den fünften Meistertitel in der Vereinsgeschichte.
Die Spielzeit 2006/07 begann daraufhin mit einem Erfolg. Nachdem man in der zweiten Runde der Champions-League-Qualifikation den finnischen Vertreter Myllykosken Pallo -47 ausgeschaltet hatte, musste der Verein den niederländischen Großklub Ajax Amsterdam ausschalten, um in die Gruppenphase zu gelangen. Nachdem man daraufhin das Heimspiel mit 1:2 verloren hatte, galt man bereits als fast ausgeschieden. Im Rückspiel in Amsterdam ging man in Minute 59 durch ein Tor von Michael Silberbauer mit 1:0 in Führung, ehe in Minute 77 ein Schuss von Kvist, welcher als linker Außenstürmer aufgeboten wurde, durch den Belgier Thomas Vermaelen unhaltbar zum 2:0-Endstand ins Ajax Tor abgefälscht wurde. Kopenhagen stieg damit mit einem Gesamtergebnis von 3:2 erstmals in die Gruppenphase der Champions League auf. In einer Gruppe mit Manchester United, Benfica Lissabon und Celtic Glasgow sorgte man daraufhin mit einem 1:0-Heimsieg gegen ManU und einem 3:1-Sieg gegen Celtic für Furore, blieb jedoch trotzdem hinter beiden Mannschaften und Benfica Gruppenletzter. Auf nationaler Ebene konnte man den Titel verteidigen.
Die Spielzeit 2007/08 begann für Kvist mit einem persönlichen Rückschlag. Nach dem Abgang des etatmäßigen Rechtsverteidigers Lars Jacobsen, hatte es der Verein nicht geschafft einen Ersatz zu verpflichten. Also plante Solbakken notgedrungen mit Kvist auf dieser Position. Kvist der kein Geheimnis daraus machte, dass er die Position des rechten Außenverteidigers nicht bevorzugen würde, musste daraufhin bis zum Winter auf der ungeliebten Position auflaufen. Als im Winter der Tscheche Zdeněk Pospěch verpflichtet werden konnte, rückte er wieder ins Mittelfeld vor. Die Spielzeit verlief jedoch ohne Titelgewinn und Tabellenplatz drei enttäuschend.
Es folgten die Abgänge von Michael Silberbauer und Michael Gravgaard ins Ausland, wobei lediglich Defensivspieler Gravgaard adäquat durch Peter Larsson ersetzt wurde. Dadurch entstand ein Loch im zentralen Mittelfeld, welches Kvist auffüllte. Endlich auf seiner bevorzugten Position, spielte Kvist als eine Art „Motor“ seiner Mannschaft eine formidable Saison und führte den FCK zum zweiten „Double“ in der Vereinsgeschichte.
Durch die Rückkehr von Libor Sionko zurück in die Heimat zu Sparta Prag am Beginn der Spielzeit 2009/10, übernahm Kvist die Position rechts im Mittelfeld, da er laut Trainer Solbakken dort seine stärksten Leistungen abrufen konnte. Am Ende der Spielzeit verteidigte Kopenhagen souverän den Meistertitel in der SAS-Liga. In der Saison 2010/11 wurde Kvist mit dem FC Kopenhagen zum dritten Mal in Folge und zum insgesamt fünften Mal Dänischer Meister und erreichte in der UEFA Champions League das Achtelfinale.

#### VfB Stuttgart
Zur Saison 2011/12 wechselte William Kvist zum VfB Stuttgart. Dort unterschrieb er am 16. Juni 2011 einen bis 2015 datierten Vertrag.

#### Leihe zum FC Fulham
Am 30. Januar 2014 wechselte Kvist bis zum Saisonende auf Leihbasis zum FC Fulham.

#### Wigan Athletic
Am 1. September 2014 wechselte Kvist zu Wigan Athletic.

### Nationalmannschaft

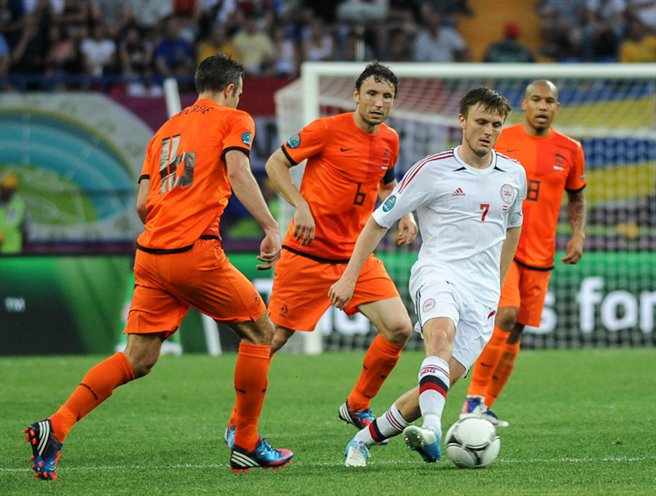
William Kvist (im weißen Trikot) bei der Euro 2012 im Spiel gegen die Niederlande

Am 21. November 2000 lief Kvist erstmals auf internationalem Niveau für die dänische U-16 Nationalmannschaft im Freundschaftsspiel gegen Irland auf. Fortan kam er in allen Jugendauswahlen seines Landes bis zur A-Nationalmannschaft zum Einsatz.
Während der U-17-Heimeuropameisterschaft führte er seine Mannschaft als Kapitän aufs Feld. Dänemark überstand die Gruppenphase noch vor Finnland und den Niederlanden als Gruppenzweiter, schied daraufhin jedoch unglücklich im Elfmeterschießen gegen Spanien aus.
Am 22. August 2007 debütierte er im Alter von 22 Jahren während der 0:4-Heimniederlage im Freundschaftsspiel gegen Irland für die dänische Fußballnationalmannschaft. Es folgten elf weitere Spiele, darunter vier in der Qualifikation zur Fußball-Weltmeisterschaft 2010 in Südafrika. Kvist galt unter Trainer Morten Olsen bereits früh, aufgrund seiner vielseitigen Einsetzbarkeit, als Fixstarter für die Weltmeisterschaft. Am 10. Mai 2010 wurde er in das Aufgebot Dänemarks für die Fußball-Weltmeisterschaft 2010 in Südafrika nominiert. Bei der Europameisterschaft 2012 spielte Kvist in allen drei Vorrundenspielen für Dänemark über die volle Spieldistanz und schied mit seiner Mannschaft in der Gruppe B des Turniers als Gruppendritter aus.
Nach dem Ausscheiden der dänischen Mannschaft im Achtelfinale der Fußball-Weltmeisterschaft 2018 gegen Kroatien erklärte Kvist seinen Rücktritt aus der Nationalmannschaft.

## Sonstiges
Während seiner Jugendzeit beim FC Kopenhagen war er gleichzeitig auch erfolgreich als Handballspieler in der Jugend von „Frederiksberg Idræts Forening“ aktiv. Als Kapitän der Jugendmannschaft konnte er auch einen Jugendmeistertitel verbuchen. Neben Dänisch spricht William Kvist auch Deutsch und Englisch.

## Erfolge
- 8 × Dänischer Meister: 2006, 2007, 2009, 2010, 2011, 2016, 2017, 2019
- 2 × Royal League Gewinner: 2005 und 2006
- 1 × Dänischer Cup Gewinner: 2009
- 1 × Dänischer Super Cup Gewinner: 2004
- 2 × Fußballer des Jahres in Dänemark: 2010, 2011